# Cryptospora trichocarpa
Cryptospora trichocarpa är en korsblommig växtart som beskrevs av Viktor Petrovitj Botjantsev. Cryptospora trichocarpa ingår i släktet Cryptospora, och familjen korsblommiga växter. Inga underarter finns listade i Catalogue of Life.